# Dolichodasys
Genre
Dolichodasys est un genre de gastrotriches de la famille des Cephalodasyidae.

## Liste des espèces
Selon World Register of Marine Species (23 juin 2025) :
- Dolichodasys carolinensis Ruppert & Shaw, 1977
- Dolichodasys delicatus Ruppert & Shaw, 1977
- Dolichodasys elongatus Gagne, 1977

## Systématique
Ce genre a été décrit par Gagne en 1977. Il est placé dans les Cephalodasyidae par Hummon (d) et Todaro (d) en 2010.

## Publication originale
- (en) Gagne, « Dolichodasys elongatus n.g., n. sp., a new macrodasyid gastrotich from New England », Transactions of the American Microscopical Society, 1977, vol. 96, no 1, p. 19-27 JSTOR:3225959.